# Rachid Azaoum
Rachid Azaoum (Temsamane, 1 januari 1972) is een Belgisch ondernemer en politicus, die eerst actief voor het cdH en Les Engagés en daarna overstapte naar de MR.

## Levensloop
Azaoum werd geboren in Marokko. Op zevenjarige leeftijd verhuisde hij met zijn gezin naar België. Hij bracht zijn jeugd door in Sint-Joost-ten-Node.
Hij ging aan de slag bij het fastfoodbedrijf Burger Brands Belgium: van 1994 tot 1999 als restaurantmanager, in 2000 als Quality Field Auditor, in 2001 als National Sales Coordinator, van 2002 tot 2004 als Quality Assurance Manager, sinds 2004 als Franchising Partner voor de Quick-restaurants en sinds 2018 als Franchising Partner voor de Burger King-restaurants. Ook was hij van 2008 tot 2019 Franchising Partner bij Brico.
Ook is hij actief bij de Brussels Enterprises Commerce and Industry (BECI). Sinds 2010 is hij er lid van de raad van bestuur en van 2018 tot 2019 was hij er ondervoorzitter.
Bij de verkiezingen van mei 2019 stond Azaoum op de vijfde plaats van de cdH-lijst voor het Brussels Hoofdstedelijk Parlement. Hij werd niet rechtstreeks verkozen, maar was van juni tot juli 2019 wel lid van het parlement als opvolger van Céline Fremault, ontslagnemend minister in de Brusselse Hoofdstedelijke Regering. Azaoum was tot februari 2023 actief bij cdH en opvolger Les Engagés en was vanaf juni 2022 binnen de partij algemeen afgevaardigde voor de Brusselse afdeling. In februari 2023 besloot hij over te stappen naar de liberale MR, omdat hij de sociaaleconomische ideeën van die partij beter vond passen bij zijn persoonlijke overtuigingen.
Bij de federale verkiezingen van juni 2024 kreeg hij de vijfde plaats toegewezen op de MR-lijst in de kieskring Brussel-Hoofdstad, maar hij werd niet verkozen. Enkele maanden later, in oktober 2024, raakte Azaoum wel verkozen tot gemeenteraadslid van Brussel.